# ريمو برتوني
ريمو برتوني (بالإيطالية: Remo Bertoni)‏ كان دراج إيطالي.

## الميداليات
| الميدالية | المسابقة                                    |
| --------- | ------------------------------------------- |
| فضية      | بطولة العالم لسباق الدراجات على الطريق 1929 |
| فضية      | بطولة العالم لسباق الدراجات على الطريق 1932 |

## روابط خارجية
- ريمو برتوني على موقع أرشيف الدراجات (الإنجليزية)
- ريمو برتوني على موقع إحصائيات الدراجات الإحترافية (الإنجليزية)
- ريمو برتوني على موقع CycleBase (الإنجليزية)